# Sovrani di Meclemburgo

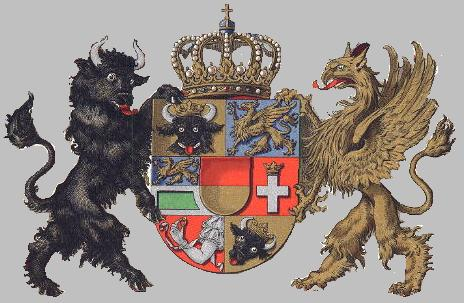
Le sette sezioni dello stemma di Meclemburgo. Ogni campo simboleggia uno dei sette alti domini signorili dello stato del Meclemburgo: il ducato di Meclemburgo, i principati (in precedenza diocesi) di Schwerin e Ratzeburg, la contea di Schwerin nonché i domini di Rostock, Werle e Stargard.

Questo elenco dei duchi e granduchi di Meclemburgo va dalle origini del principesco stato tedesco del casato reale di Meclemburgo nel Pieno Medioevo fino all'abolizione dei regimi monarchici al termine della prima guerra mondiale. La dinastia principesca di Meclemburgo discende dai principi (o re) di una tribù slava, gli obodriti; aveva la sua residenza originaria in un castello (Meclemburgo) a Dorf Mecklenburg (Mikelenburg) vicino Wismar. Come parte di un'unione feudale la legge tedesca del 1160 concesse al Meclemburgo — inizialmente sottoposto ai sassoni — l'immediatezza imperiale nel 1348 ed i suoi principi sovrani furono designati "duchi di Meclemburgo". Nonostante diverse partizioni, il Meclemburgo rimase uno stato fino alla fine della monarchia. La prima suddivisione del Meclemburgo avvenne nel 1234, causando al principato la perdita di terre: sorsero così i principati (signorie) di Werle, Parchim-Richenberg, Rostock e Meclemburgo. In epoca moderna fu diviso prima nei due ducati di Meclemburgo-Schwerin (I) e Meclemburgo-Stargard (1348–1471), poi in quelli di Meclemburgo-Schwerin (II) e Meclemburgo-Güstrow (1555–1695) e, infine, con il trattato di Amburgo del 1701 tra Meclemburgo-Schwerin (III) e Meclemburgo-Strelitz. Tuttavia, i membri della dinastia mantennero sempre i diritti feudali sull'intero territorio e i sovrani di entrambe le parti del paese avevano sempre titoli uguali, il che portò talora a confusioni in campo diplomatico.

Bandiera del Ducato di Meclemburgo.

Il congresso di Vienna nel 1815 concesse ai duchi regnanti una promozione di rango con il titolo di "granduca di Meclemburgo" ed il trattamento personale di altezza reale; entrambe le parti del paese furono quindi da allora designate come granducati. Oltre ai sovrani di entrambi gli stati, ogni erede al trono, le loro rispettive mogli e tutti gli altri membri della famiglia principesca utilizzavano il titolo di duca o duchessa di Meclemburgo, nonostante il nome abituale di principi e principesse. I sovrani di Meclemburgo furono designati "duca" (dal 1815 "granduca") "di Mecklenburgo, principe dei Venedi, Schwerin e Ratzeburg, e conte di Schwerin, signore delle terre di Rostock e Stargard" (Herzog zu / Großherzog von Mecklenburg, Fürst zu Wenden, Schwerin und Ratzeburg, auch Graf zu Schwerin, der Lande Rostock und Stargard Herr).
Alla vigilia della fine della monarchia nel 1918, il casato di Meclemburgo era la più antica dinastia regnante principesca in Germania. Durante la repubblica di Weimar l'ex titolo principesco fu trasformato in un comune cognome, Herzog zu Mecklenburg ("duca di Meclemburgo").

## Unione Obodrita (VII secolo – 1167)
| Nome | Regno            | Note |
| --- | ---------------- | --- |
| Vislavidi (VII secolo – 986) |                  | |
| Radegast I (VI secolo – 664) | ? – 664          | Primo sovrano Obodrita |
| Vislav I (ca. 610 – 700) | 664 – 700        | (Figlio di Radegast I) |
| Aribert I (ca. 650 – 724) | 700 – 724        | (Figlio di Vislav I) |
| Aribert II (ca. 710 – 747) | 724 – 747        | (Figlio di Aribert II) |
| Witzan (ca. 728 – 795) | 747 – 795        | Primo Samtherrscher obodrita di cui si hanno notizie storiche (Figlio di Aribert II) |
| Drasco (ca. 745 – 809) | 795 – 809        | (Figlio di Witzan) |
| Sclaomir (ca. 750 – 821) | 809 – 819        | (Figlio di Witzan) |
| Ceadrag (776 – dopo l'826) | 819 – dopo l'826 | (Figlio di Drasco) |
| Goztomuizli (798 – 844) | dopo l'826 – 844 | (Figlio di Drasco) |
| Tabomuizli (817 – 862) | 844 – 862        | (Figlio di Goztomuizli) |
| Mistevoj I (822 – 865/869) | 862 – 865        | Primo sovrano degli obodriti della linea dinastica di Billung I |
| Nel periodo tral 865 e l'869 il territorio degli Obodriti fu considerato parte del regno danese e nelle fonti storiche non compaiono indicazioni sui regnanti |                  | |
| Aribert III (ca. 850 – 888) | 869 – 888        | (Figlio di Mstivoj I) |
| Vislav III (856 – 934) | 888 – 934        | (Figlio di Mstivoj I) |
| Billung IV (897 – 986) | 934 – 986        | In diversi periodi Billung IV regnava insieme ad altri sovrani della dinastia successiva, Naconidi (Figlio di Vislav III) |
| Naconidi (934 – 955) |                  | |
| Stoignew (908 – 16 ottobre 995) | 934 – 955        | Primo membro della dinastia reale Naconidi |
| Nakon (ca. 905 – 965/966) | 955 – 965/966    | (Fratello di Stoignew) |
| Mstivoj I (925 – 986) | 965/966 – 986    | (Figlio di Nakon) |
| Mstidrag (ca. 930 – 995) | 986 – 995        | (Figlio di Nakon) |
| Mstislav (ca. 955 – 1019) | 995 – 1019       | (Figlio di Mstivoj I) |
| Pribygnev Udo (ca. 980 – 1028) | 1019 – 1028      | (Figlio di Mstislav) |
| Ratibor (? – 1042) | 1028 – 1042      | Principe dei Polabi reggente degli Obodtriti. Non appartiene ai Naconidi (usurpatore) |
| Nel periodo tral 1042 e il 28 settembre 1043 governavano gli otto figli dell'usurpatore Ratibor                                                               |                  | |
| Godescalco (1000 – 7 giugno 1066) | 1043 – 1066      | Naconide(Figlio di Pribygnev Udo) |
| Kruto (? – 1093) | 1066 – 1093      | Non appartenente ai Naconidi. Nobile dei Wagri. Salì al potere alla morte di Godescalco. (usurpatore) |
| Enrico (1049 – 22 marzo 1127) | 1093 – 1127      | Prese il potere dopo l'uccisione di Kruto. Enrico ebbe quattro figli. I due figli maggiori, Valdemaro (†1123) e Mstivoj (†1127), morirono prima del padre. Fra gli altri due figli, Canuto e Svjatopolk, scoppiò la guerra per la successione. (Figlio di Godescalco) |
| Canuto (? – 1128) | 1127 – 1128      | (Figlio di Enrico) |
| Svjatopolk (? – 1129) | 1127 – 1129      | (Figlio di Enrico) |
| Canuto Lavard (12 marzo 1096 – 7 gennaio 1131) | 1129 – 1131      | Non appartenente ai Naconidi. Principe danese, fu posto sul regno degli Obodriti dall'imperatore Lotario II |
| Pribyslav I (1067 – 1159) | 1131 – 1159      | Figlio di Budivoj. Ultimo della stirpe Naconide a reggere il trono degli Obodriti |
| Casato di Meclemburgo (1131 – 1167) |                  | |
| Niklot (1090 – agosto 1160) | 1131 – 1160      | (Figlio di Pribyslav I) |
| Vartislav (? – maggio/giugno 1164) | 1160 – 1164      | (Figlio di Niklot) |
| Pribyslav II (? – 30 dicembre 1178) | 1160/1164 – 1167 | (Figlio di Niklot) |

## Signoria di Meclemburgo (1167 – 1425)

### Granduchi di Meclemburgo (1167 – 1358)
|                       | Nome                                                   | Regno       | Note                         |
| --------------------- | ------------------------------------------------------ | ----------- | ---------------------------- |
| Casato di Meclemburgo |                                                        |             |                              |
|                       | Pribyslav I (? – 30 dicembre 1178)                     | 1167 – 1178 | (Figlio di Niklot)           |
|                       | Nicola I (prima del 1164 – 25 maggio 1200)             | 1178 – 1185 | (Figlio di Vartislav)        |
|                       | Enrico Borwin I(ca. 1150 – 28 gennaio 1227)            | 1178 – 1227 | (Figlio di Pribyslav I)      |
|                       | Nicola II(prima del 1180 – 28 settembre 1225)          | 1219 – 1225 | (Figlio di Enrico Borwin I)  |
|                       | Enrico Borwin II(1170 – 5 giugno 1226)                 | 1219 – 1226 | (Figlio di Enrico Borwin I)  |
|                       | Giovanni I, il Teologo (ca. 1211 – 1º agosto 1264)     | 1227 – 1264 | (Figlio di Enrico Borwin II) |
|                       | Enrico I(ca. 1230 – 2 gennaio 1302)                    | 1264 – 1271 | (Figlio di Giovanni I)       |
|                       | Alberto I(dopo il 1230 – 15/17 maggio 1265)            | 1264 – 1265 | (Figlio di Giovanni I)       |
|                       | Nicola III(dopo il 1230 – 8 giugno 1289/1290)          | 1264 – 1289 | (Figlio di Giovanni I)       |
|                       | Giovanni II(ca. 1250 – 12 ottobre 1299)                | 1264 – 1299 | (Figlio di Giovanni I)       |
|                       | Giovanni III(dopo il 1266 – 27 maggio 1289)            | 1287 – 1289 | (Figlio di Enrico I)         |
|                       | Enrico II, il Leone (14 aprile 1266 – 21 gennaio 1329) | 1287 – 1329 | (Figlio di Enrico I)         |
|                       | Enrico I(ca. 1230 – 2 gennaio 1302)                    | 1298 – 1302 | secondo mandato              |
|                       | Alberto II(ca. 1318 – 18 febbraio 1379)                | 1329 – 1358 | (Figlio di Enrico II)        |

### Signori di Werle (1227 – 1436)
|                                                                                          | Nome                                                  | Regno       | Note                     |
| ---------------------------------------------------------------------------------------- | ----------------------------------------------------- | ----------- | ------------------------ |
| Casato di Meclemburgo                                                                    |                                                       |             |                          |
|                                                                                          | Nicola I(ca. 1210 – 14 maggio 1277)                   | 1227 – 1277 | (Figlio di Enrico II)    |
|                                                                                          | Bernardo I(ca. 1245 – 1286)                           | 1277 – 1281 | (Figlio di Nicola I)     |
|                                                                                          | Giovanni I(1245 – 15 ottobre 1283)                    | 1277 – 1283 | (Figlio di Nicola I)     |
|                                                                                          | Enrico I(ca. 1245 – 8 ottobre 1291)                   | 1277 – 1291 | (Figlio di Nicola I)     |
|                                                                                          | Nicola II(prima del 1283 – 18 febbraio 1316)          | 1283 – 1316 | (Figlio di Giovanni I)   |
|                                                                                          | Giovanni II, il Calvo (dopo il 1250 – 27 agosto 1337) | 1316 – 1337 | (Figlio di Giovanni I)   |
|                                                                                          | Giovanni III, van Ruden (ca. 1300 – 28 agosto 1352)   | 1316 – 1350 | (Figlio di Nicola II)    |
|                                                                                          | Nicola III, Staveleke (dopo il 1311 – 1360/1361)      | 1337 – 1360 | (Figlio di Giovanni II)  |
|                                                                                          | Bernardo II(1321 – 1382)                              | 1339 – 1382 | (Figlio di Giovanni II)  |
|                                                                                          | Nicola IV, Poogenoge (dopo il 1311 – 1360/1361)       | 1350 – 1354 | (Figlio di Giovanni III) |
|                                                                                          | Giovanni IV(prima del 1350 – 1374)                    | 1354 – 1374 | (Figlio fi Bernardo II)  |
|                                                                                          | Giovanni V(dopo i 1338 – 1378)                        | 1365 – 1378 | (Figlio di Nicola III)   |
|                                                                                          | Lorenzo(dopo il 1338 – 1393/1394)                     | 1360 – 1393 | (Figlio di Nicola III)   |
|                                                                                          | Giovanni VI(dopo il 1341 – dopo il 1385)              | 1382 – 1385 | (Figlio fi Bernardo II)  |
|                                                                                          | Nicola V(ca. 1365 – 1408)                             | 1385        | (Figlio di Giovanni VI)  |
|                                                                                          | Cristoforo(ca. 1370 – 25 agosto 1425)                 | 1385        | (Figlio di Giovanni VI)  |
|                                                                                          | Baldassarre(ca. 1375 – 5 aprile 1421)                 | 1393 – 1421 | (Figlio di Lorenzo)      |
|                                                                                          | Giovanni VI(dopo il 1341 – dopo il 1385)              | 1395        | secondo mandato          |
|                                                                                          | Nicola V(ca. 1365 – 1408)                             | 1395 – 1408 | (Figlio di Giovanni VI)  |
|                                                                                          | Giovanni VII(ca. 1375 – 14 agosto/17 dicembre 1414)   | 1395 – 1414 | (Figlio di Lorenzo)      |
|                                                                                          | Cristoforo(ca. 1370 – 25 agosto 1425)                 | 1395 – 1425 | (Figlio di Giovanni VI)  |
|                                                                                          | Guglielmo(prima del 1398 – 8 settembre 1436)          | 1393 – 1436 | (Figlio di Lorenzo)      |
| Nel 1436 i territori della signoria di Werle passarono al ducato di Meclemburgo-Schwerin |                                                       |             |                          |

### Signori di Rostock (1227 – 1323)
| | Nome                                               | Regno       | Note                                                                 |
| --- | -------------------------------------------------- | ----------- | -------------------------------------------------------------------- |
| Casato di Meclemburgo (1227 – 1314) |                                                    |             |                                                                      |
| | Enrico Borwin III (ca. 1220 – 1 agosto 1278)       | 1227 – 1277 | (Figlio di Enrico Borwin II)                                         |
| | Valdemaro (ca. 1241 – 9 novembre 1282)             | 1277 – 1282 | (Figlio di Enrico Borwin III)                                        |
| | Nicola I, il Bambino (ca. 1262 – 25 novembre 1314) | 1282 – 1314 | (Figlio di Valdemaro)                                                |
| Casa di Estridsen (1314 – 1323) |                                                    |             |                                                                      |
| | Cristoforo II (29 settembre 1276 – 2 agosto 1332)  | 1314 – 1323 | Sovrano provvisorio prima del scioglimento della Signoria di Rostock |
| Nel 1323 Enrico II intervenne conquistando la città di Rostock e nella pace firmata successivamente con il re danese Cristoforo, che aveva sostituito Eric VI morto nel 1319, ottenne come feudi Rostock, Gnoien e Schwaan, mettendo così fine alla Signoria di Rostock i cui territori ritornano al Meclemburgo |                                                    |             |                                                                      |

### Signori di Parchim-Richenberg (1227 – 1256)
| | Nome                               | Regno       | Note                         |
| --- | ---------------------------------- | ----------- | ---------------------------- |
| Casato di Meclemburgo |                                    |             |                              |
| | Pribislao I (1214 – 6 luglio 1273) | 1227 – 1256 | (Figlio di Enrico Borwin II) |
| Nel 1256 perse il poter, e i suoi territori furono spartiti tra la Contea di Schwerin, il Meclemburgo e la Signoria di Werle |                                    |             |                              |

### Signori di Stargard (1236 – 1292)
| | Nome                                        | Regno            | Note                     |
| --- | ------------------------------------------- | ---------------- | ------------------------ |
| Ascanidi |                                             |                  |                          |
| | Giovanni I(1213 – 4 aprile 1266)            | 1236 – 1266      |                          |
| | Ottone I, il Pio (1215 – 9 ottobre 1267)    | 1236 – 1267      | (Fratello di Giovanni I) |
| | Ottone II(ca. 1238 – 27 novembre 1308/1309) | 1267 – 1292/1304 | (Figlio di Giovanni I)   |
| Tral 1292 e il 1304 la signoria passò dagli Ascanidi ai Meclemburgo-Schwerin grazie al matrimonio tra Beatrice, figlia del margravio Alberto III di Brandeburgo, e il principe Enrico II di Meclemburgo, celebrato il 12 agosto 1292. |                                             |                  |                          |

### Conti di Schwerin (1161 – 1358)
|                                                                         | Nome                                              | Regno       | Note                                                            |
| ----------------------------------------------------------------------- | ------------------------------------------------- | ----------- | --------------------------------------------------------------- |
| Casato di Schwerin                                                      |                                                   |             |                                                                 |
|                                                                         | Gunzelino I(1130/1135 – 18 giugno 1180)           | 1161 – 1185 |                                                                 |
|                                                                         | Hermold I(? – 1195/1196)                          | 1185 – 1194 | (Figlio di Gunzelino I)                                         |
|                                                                         | Gunzelino II(? – dopo il 1220)                    | 1195 – 1220 | (Figlio di Gunzelino I)                                         |
|                                                                         | Enrico I, il Nero (ca. 1170 – 17 febbraio 1228)   | 1200 – 1228 | (Figlio di Gunzelino I)                                         |
|                                                                         | Gunzelino III(? – dopo il 23 ottobre 1274)        | 1228 – 1274 | (Figlio di Enrico I)                                            |
|                                                                         | Hermold III(ca. 1245 – dopo il 25 agosto 1295)    | 1262 – 1295 | (Figlio di Gunzelino III)                                       |
|                                                                         | Gunzelino V(? – 31 ottobre 1307/5 settembre 1310) | 1296 – 1307 | (Figlio di Hermold III)                                         |
|                                                                         | Enrico III(? – 1344)                              | 1296 – 1344 | Conte di Schwerin, Boizenburg e Crivitz (Figlio di Hermold III) |
|                                                                         | Ottone I(? – 1357)                                | 1344 – 1357 | Conte di Wittenburg                                             |
|                                                                         | Nicola III(ca. 1300 – 1367)                       | 1357 – 1358 | Conte di Tecklenburg (Fratello di Ottone I)                     |
| Il 7 dicembre 1358 la signoria passò al Ducato di Meclemburgo-Schwerin. |                                                   |             |                                                                 |

## Ducato di Meclemburgo (1342 – 1815)

### Duchi di Meclemburgo-Stargard (1342 – 1471)
|                                                                                       | Nome                                                                      | Regno       | Note                                                                          |
| ------------------------------------------------------------------------------------- | ------------------------------------------------------------------------- | ----------- | ----------------------------------------------------------------------------- |
| Casato di Meclemburgo                                                                 |                                                                           |             |                                                                               |
|                                                                                       | Giovanni I (1326 – 9 agosto 1392/9 febbraio 1393)                         | 1342 – 1392 |                                                                               |
|                                                                                       | Alberto I (prima del 1377 – tra l'11 febbraio ed il 15 luglio 1397)       | 1392 – 1397 | co-reggente(Figlio di Giovanni I)                                             |
|                                                                                       | Giovanni II (prima del 1370 – tra il 6 luglio ed il 9 ottobre 1416)       | 1392 – 1416 | duca di Meclemburgo-Stargard-Sternberg (Figlio di Giovanni I)                 |
|                                                                                       | Ulrico I (prima del 1382 – 8 aprile 1417)                                 | 1392 – 1417 | duca di Meclemburgo-Stargard-Neubrandenburg (Figlio di Giovanni I)            |
|                                                                                       | Alberto II (prima del 1400 – tra l'11 febbraio 1421 ed il 4 ottobre 1423) | 1417 – 1423 | co-reggente, duca di Meclemburgo-Stargard-Neubrandenburg (Figlio di Ulrico I) |
|                                                                                       | Giovanni III (1389 – dopo l'11 novembre 1438)                             | 1416 – 1438 | duca di Meclemburgo-Stargard-Sternberg (Figlio di Giovanni II)                |
|                                                                                       | Enrico, il Magro (prima del 1412 – tra il 26 maggio ed il 20 agosto 1466) | 1417 – 1466 | (Figlio di Ulrico I)                                                          |
|                                                                                       | Ulrico II (prima del 1428 – 13 luglio 1471)                               | 1466 – 1471 | (Figlio di Enrico)                                                            |
| I territori del Meclenburgo-Stargard passa al ducato di Meclenburgo-Schwerin nel 1471 |                                                                           |             |                                                                               |

### Duchi di Meclemburgo-Schwerin (1358 – 1815)
|                         | Nome                                                            | Regno       | Note |
| ----------------------- | --------------------------------------------------------------- | ----------- | --- |
| Casato di Meclemburgo   |                                                                 |             | |
|                         | Alberto II, il Grande (1318 – 18 febbraio 1379)                 | 1358 – 1379 | (Figlio di Enrico II), signore di Meclemburgo, dal 1348 Duca |
|                         | Enrico III (ca. 1337 – 24 aprile 1383)                          | 1379 – 1383 | (Figlio di Alberto II) |
|                         | Magnus I (ca. 1345 – 1 settembre 1384)                          | 1379 – 1384 | (Figlio di Alberto II) |
|                         | Alberto III (ca. 1338 – marzo 1412)                             | 1384 – 1412 | noto come Alberto di Meclemburgo, re di Svezia (1364–1389), (Figlio di Alberto II)                                                                                            |
|                         | Alberto IV (prima del 1363 – tra il 24 ed il 31 dicembre 1388)  | 1383 – 1388 | (Figlio di Enrico III), co-reggente |
|                         | Eric I (dopo il 1359 – 26 luglio 1397)                          | 1388 – 1397 | (Figlio di Alberto III), co-reggente |
|                         | Alberto V (1397 – tra il 1 giugno ed il 6 dicembre 1423)        | 1412 – 1423 | (Figlio di Alberto III) |
|                         | Giovanni IV (prima del 1370 – 16 ottobre 1422 a Schwerin)       | 1384 – 1422 | (Figlio di Magnus I), co-reggente |
|                         | Enrico IV, il Grasso (prima del 1417 – 9 marzo 1477)            | 1422 – 1477 | (Figlio di Giovanni IV), unità delle linee di Werle e Stargard sotto un unico sovrano al momento della loro estinzione                                                        |
|                         | Giovanni V (1418 – 1442)                                        | 1436 – 1442 | (Figlio di Giovanni IV), co-reggente |
|                         | Giovanni VI (1439 – 1472)                                       | 1439 – 1472 | (Figlio di Enrico IV), co-reggente |
|                         | Alberto VI (1438 – prima del 27 aprile 1483)                    | 1477 – 1483 | (Figlio di Enrico IV) |
|                         | Magnus II (1441 – 20 novembre 1503 a Wismar)                    | 1477 – 1503 | (Figlio di Enrico IV) |
|                         | Baldasarre (1451 – 16 marzo 1507 a Wismar)                      | 1477 – 1507 | (Figlio di Enrico IV), co-reggente, vescovo di Schwerin nel 1479-1482 |
|                         | Enrico V, il Pacifico (3 maggio 1479 – 6 febbraio 1552)         | 1503 – 1552 | (Figlio di Magnus II) |
|                         | Eric II (3 settembre 1483 – 22 dicembre 1508)                   | 1503 – 1508 | (Figlio di Magnus II), co-reggente |
|                         | Filippo (12 settembre 1514 – 4 gennaio 1557)                    | 1552 – 1557 | (Figlio di Enrico V), co-reggente |
|                         | Giovanni Alberto I (23 dicembre 1525 – 12 febbraio 1576)        | 1547 – 1576 | (Figlio di Alberto VII) |
|                         | Giovanni VII (7 marzo 1558 – 22 marzo 1592)                     | 1576 – 1592 | (Figlio di Giovanni Alberto I) |
|                         | Adolfo Federico I (15 dicembre 1588 – 27 febbraio 1658)         | 1592 – 1628 | (Figlio di Giovanni VII) |
| Waldstein (1628 – 1631) |                                                                 |             | |
|                         | Albrecht von Wallenstein (24 settembre 1583 – 25 febbraio 1634) | 1628 – 1631 | Regnò dopo che Adolfo Federico I fu deposto dall'imperatore Ferdinando II |
| Casato di Meclemburgo   |                                                                 |             | |
|                         | Adolfo Federico I (15 dicembre 1588 – 27 febbraio 1658)         | 1631 – 1658 | secondo mandato |
|                         | Cristiano Ludovico I (1 dicembre 1623 – 21 giugno 1692)         | 1658 – 1692 | (Figlio di Adolfo Federico I) |
|                         | Federico Guglielmo (28 marzo 1675 – 31 luglio 1713)             | 1692 – 1713 | (Nipote di Cristiano Ludovico I) |
|                         | Carlo Leopoldo (26 novembre 1678 – 28 novembre 1747)            | 1713 – 1728 | (Fratello di Federico Guglielmo), nominato nella Reichsexekution del 1717, fu deposto nel 1728 dal Consiglio Aulico a Vienna in favore di suo fratello Cristiano Ludovico II. |
|                         | Cristiano Ludovico II (15 novembre 1683 – 30 maggio 1756)       | 1728 – 1756 | (Fratello di Carlo Leopoldo) |
|                         | Federico II (9 novembre 1717 – 24 aprile 1785)                  | 1756 – 1785 | (Figlio di Cristiano Ludovico II) |
|                         | Federico Francesco I (10 dicembre 1756 – 1 febbraio 1837)       | 1785 – 1815 | dal 1815 Granduca – (Figlio del duca Luigi, nipote di Federico II) |

### Duchi di Meclemburgo-Güstrow (1520 – 1695)
|                                                                     | Nome                                                            | Regno            | Note                                                                      |
| ------------------------------------------------------------------- | --------------------------------------------------------------- | ---------------- | ------------------------------------------------------------------------- |
| Casato di Meclemburgo                                               |                                                                 |                  |                                                                           |
|                                                                     | Alberto I, il Bello (25 luglio 1486 – 7 gennaio 1547)           | 1520 – 1547      | (Figlio di Magnus II)                                                     |
|                                                                     | Giovanni Alberto I(23 dicembre 1525 – 12 febbraio 1576)         | 1547 – 1555/1556 |                                                                           |
|                                                                     | Ulrico (5 marzo 1527 – 14 marzo 1603)                           | 1555 – 1603      | (Figlio di Alberto VII), iniziatore della Dieta imperiale tedesca         |
|                                                                     | Carlo I (28 dicembre 1540 – 22 luglio 1610)                     | 1603 – 1610      | (Figlio di Alberto VII)                                                   |
|                                                                     | Giovanni Alberto II (5 maggio 1590 – 23 aprile 1636)            | 1610 – 1628      | (Figlio di Giovanni VII)                                                  |
| Waldstein (1628 – 1631)                                             |                                                                 |                  |                                                                           |
|                                                                     | Albrecht von Wallenstein (24 settembre 1583 – 25 febbraio 1634) | 1628 – 1631      | Regnò dopo che Adolfo Federico I fu deposto dall'imperatore Ferdinando II |
| Casato di Meclemburgo                                               |                                                                 |                  |                                                                           |
|                                                                     | Giovanni Alberto II (5 maggio 1590 – 23 aprile 1636)            | 1631 – 1636      | secondo mandato                                                           |
|                                                                     | Gustavo Adolfo (26 febbraio 1633 – 6 ottobre 1695)              | 1636 – 1695      | (Figlio di Giovanni Alberto II)                                           |
| Meclenburgo-Güstrow passa al duca di Meclenburgo-Schwerin nel 1695. |                                                                 |                  |                                                                           |

### Duchi di Meclemburgo-Strelitz (1701 – 1815)
|                       | Nome                                                   | Regno       | Note                                                                                  |
| --------------------- | ------------------------------------------------------ | ----------- | ------------------------------------------------------------------------------------- |
| Casato di Meclemburgo |                                                        |             |                                                                                       |
|                       | Adolfo Federico II (19 ottobre 1658 – 12 maggio 1708)  | 1701 – 1708 | (Zio di Federico Guglielmo di Meclemburgo-Schwerin) creazione ducato, duca inaugurale |
|                       | Adolfo Federico III (7 giugno 1686 – 11 dicembre 1752) | 1708 – 1752 | (Figlio di Adolfo Federico II)                                                        |
|                       | Adolfo Federico IV (5 maggio 1738 – 2 giugno 1794)     | 1752 – 1794 | (Nipote di Adolfo Federico III)                                                       |
|                       | Carlo II (10 ottobre 1741 – 6 novembre 1816)           | 1794–1815   | (Fratello di Adolfo Federico IV) dal 1815 Granduca                                    |

## Granducato di Meclemburgo (1815-1918)

### Granduchi di Meclemburgo-Scwherin (1815-1918)
|                            | Nome                                                      | Regno       | Note |
| -------------------------- | --------------------------------------------------------- | ----------- | --- |
| Casato di Meclemburgo      |                                                           |             | |
|                            | Federico Francesco I (10 dicembre 1756 – 1 febbraio 1837) | 1815 – 1837 | dal 1815 Granduca – (Figlio del duca Luigi, nipote di Federico II)                                          |
|                            | Paolo Federico (15 settembre 1800 – 7 marzo 1842)         | 1837 – 1842 | (Nipote di Federico Francesco I)                                                                            |
|                            | Federico Francesco II (28 febbraio 1823 – 15 aprile 1883) | 1842 – 1883 | (Figlio di Paolo Federico)                                                                                  |
|                            | Federico Francesco III (19 marzo 1851 – 10 aprile 1897)   | 1883 – 1897 | (Figlio di Federico Francesco II)                                                                           |
|                            | Giovanni Alberto (8 dicembre 1857 – 16 febbraio 1920)     | 1897 – 1901 | (Fratello del Granduca Federico Francesco III), dall'11 aprile 1897 fino al 9 aprile 1901 reggente          |
|                            | Federico Francesco IV (9 aprile 1882 – 17 novembre 1945)  | 1897 – 1918 | (Figlio del Granduca Federico Francesco III), dal 1918 amministratore del distretto di Mecklenburg-Strelitz |
| Monarchia abolita nel 1918 |                                                           |             | |

### Granduchi di Meclemburgo-Strelitz (1815-1918)
|                            | Nome                                                     | Regno       | Note                             |
| -------------------------- | -------------------------------------------------------- | ----------- | -------------------------------- |
| Casato di Meclemburgo      |                                                          |             |                                  |
|                            | Carlo II (10 ottobre 1741 – 6 novembre 1816)             | 1815 – 1816 | (Fratello di Adolfo Federico IV) |
|                            | Giorgio (12 agosto 1779 – 6 settembre 1860)              | 1816 – 1860 | (Figlio di Carlo II)             |
|                            | Federico Guglielmo (17 ottobre 1819 – 30 maggio 1904)    | 1860 – 1904 | (Figlio di Giorgio)              |
|                            | Adolfo Federico V (22 luglio 1848 – 11 giugno 1914)      | 1904 – 1914 | (Figlio di Federico Guglielmo)   |
|                            | Adolfo Federico VI (17 luglio 1883 – 23 febbraio 1918)   | 1914 – 1918 | (Figlio di Adolfo Federico V)    |
|                            | Federico Francesco IV (9 aprile 1882 – 17 novembre 1945) | 1918 – 1918 | amministratore distrettuale      |
| Monarchia abolita nel 1918 |                                                          |             |                                  |

## Linea di successione dei signori, poi duchi e granduchi di Meclemburgo
|                        |                        |                        |                        |                        |                        |                                |                                |                                |                                |                                |                                |                                  |                                  |                                  |                                  |                                  |                                  | Pribislavo *… †1178                               |                                             |                                             |                                             |                                             |                                             |                                             |                                             |                                             |                                             |                                             |                                             |                                                     |                                                     |                                                     |                                                     |                                                     |                                                     |                                                          |                                                          |                                                          |                                                          |                                                          |                                                          |  |  |  |  |  |  |  |  |  |  |  |  |  |  |  |  |  |  |  |  |  |  |  |  |  |  |  |  |  |  |  |  |  |  |  |  |  |  |  |  |  |  |
|                        |                        |                        |                        |                        |                        |                                |                                |                                |                                |                                |                                |                                  |                                  |                                  |                                  |                                  |                                  |                                                   |                                             |                                             |                                             |                                             |                                             |                                             |                                             |                                             |                                             |                                             |                                             |                                                     |                                                     |                                                     |                                                     |                                                     |                                                     |                                                          |                                                          |                                                          |                                                          |                                                          |                                                          |  |  |  |  |  |  |  |  |  |  |  |  |  |  |  |  |  |  |  |  |  |  |  |  |  |  |  |  |  |  |  |  |  |  |  |  |  |  |  |  |  |  |
|                        |                        |                        |                        |                        |                        |                                |                                |                                |                                |                                |                                |                                  |                                  |                                  |                                  |                                  |                                  | Enrico Borwin I *… †1227                          |                                             |                                             |                                             |                                             |                                             |                                             |                                             |                                             |                                             |                                             |                                             |                                                     |                                                     |                                                     |                                                     |                                                     |                                                     |                                                          |                                                          |                                                          |                                                          |                                                          |                                                          |  |  |  |  |  |  |  |  |  |  |  |  |  |  |  |  |  |  |  |  |  |  |  |  |  |  |  |  |  |  |  |  |  |  |  |  |  |  |  |  |  |  |
|                        |                        |                        |                        |                        |                        |                                |                                |                                |                                |                                |                                |                                  |                                  |                                  |                                  |                                  |                                  |                                                   |                                             |                                             |                                             |                                             |                                             |                                             |                                             |                                             |                                             |                                             |                                             |                                                     |                                                     |                                                     |                                                     |                                                     |                                                     |                                                          |                                                          |                                                          |                                                          |                                                          |                                                          |  |  |  |  |  |  |  |  |  |  |  |  |  |  |  |  |  |  |  |  |  |  |  |  |  |  |  |  |  |  |  |  |  |  |  |  |  |  |  |  |  |  |
|                        |                        |                        |                        |                        |                        |                                |                                |                                |                                |                                |                                |                                  |                                  |                                  |                                  |                                  |                                  | Enrico Borwin II *c.1170 †1226                    |                                             |                                             |                                             |                                             |                                             |                                             |                                             |                                             |                                             |                                             |                                             |                                                     |                                                     |                                                     |                                                     |                                                     |                                                     |                                                          |                                                          |                                                          |                                                          |                                                          |                                                          |  |  |  |  |  |  |  |  |  |  |  |  |  |  |  |  |  |  |  |  |  |  |  |  |  |  |  |  |  |  |  |  |  |  |  |  |  |  |  |  |  |  |
|                        |                        |                        |                        |                        |                        |                                |                                |                                |                                |                                |                                |                                  |                                  |                                  |                                  |                                  |                                  |                                                   |                                             |                                             |                                             |                                             |                                             |                                             |                                             |                                             |                                             |                                             |                                             |                                                     |                                                     |                                                     |                                                     |                                                     |                                                     |                                                          |                                                          |                                                          |                                                          |                                                          |                                                          |  |  |  |  |  |  |  |  |  |  |  |  |  |  |  |  |  |  |  |  |  |  |  |  |  |  |  |  |  |  |  |  |  |  |  |  |  |  |  |  |  |  |
|                        |                        |                        |                        |                        |                        |                                |                                |                                |                                |                                |                                |                                  |                                  |                                  |                                  |                                  |                                  |                                                   |                                             |                                             |                                             |                                             |                                             |                                             |                                             |                                             |                                             |                                             |                                             |                                                     |                                                     |                                                     |                                                     |                                                     |                                                     |                                                          |                                                          |                                                          |                                                          |                                                          |                                                          |  |  |  |  |  |  |  |  |  |  |  |  |  |  |  |  |  |  |  |  |  |  |  |  |  |  |  |  |  |  |  |  |  |  |  |  |  |  |  |  |  |  |
|                        |                        |                        |                        |                        |                        |                                |                                |                                |                                |                                |                                |                                  |                                  |                                  |                                  |                                  |                                  | Giovanni I *c.1211 †1264                          | Giovanni I *c.1211 †1264                    | Giovanni I *c.1211 †1264                    | Giovanni I *c.1211 †1264                    | Giovanni I *c.1211 †1264                    | Giovanni I *c.1211 †1264                    | Nicola I *c.1210 †1277 Signoria di Werle    | Nicola I *c.1210 †1277 Signoria di Werle    | Nicola I *c.1210 †1277 Signoria di Werle    | Nicola I *c.1210 †1277 Signoria di Werle    | Nicola I *c.1210 †1277 Signoria di Werle    | Nicola I *c.1210 †1277 Signoria di Werle    | Enrico Borwin III *c.1220 †1278 Signoria di Rostock | Enrico Borwin III *c.1220 †1278 Signoria di Rostock | Enrico Borwin III *c.1220 †1278 Signoria di Rostock | Enrico Borwin III *c.1220 †1278 Signoria di Rostock | Enrico Borwin III *c.1220 †1278 Signoria di Rostock | Enrico Borwin III *c.1220 †1278 Signoria di Rostock | Pribislao I *c.1224 †1275 Signoria di Parchim-Richenberg | Pribislao I *c.1224 †1275 Signoria di Parchim-Richenberg | Pribislao I *c.1224 †1275 Signoria di Parchim-Richenberg | Pribislao I *c.1224 †1275 Signoria di Parchim-Richenberg | Pribislao I *c.1224 †1275 Signoria di Parchim-Richenberg | Pribislao I *c.1224 †1275 Signoria di Parchim-Richenberg |  |  |  |  |  |  |  |  |  |  |  |  |  |  |  |  |  |  |  |  |  |  |  |  |  |  |  |  |  |  |  |  |  |  |  |  |  |  |  |  |  |  |
|                        |                        |                        |                        |                        |                        |                                |                                |                                |                                |                                |                                |                                  |                                  |                                  |                                  |                                  |                                  | Giovanni I *c.1211 †1264                          | Giovanni I *c.1211 †1264                    | Giovanni I *c.1211 †1264                    | Giovanni I *c.1211 †1264                    | Giovanni I *c.1211 †1264                    | Giovanni I *c.1211 †1264                    | Nicola I *c.1210 †1277 Signoria di Werle    | Nicola I *c.1210 †1277 Signoria di Werle    | Nicola I *c.1210 †1277 Signoria di Werle    | Nicola I *c.1210 †1277 Signoria di Werle    | Nicola I *c.1210 †1277 Signoria di Werle    | Nicola I *c.1210 †1277 Signoria di Werle    | Enrico Borwin III *c.1220 †1278 Signoria di Rostock | Enrico Borwin III *c.1220 †1278 Signoria di Rostock | Enrico Borwin III *c.1220 †1278 Signoria di Rostock | Enrico Borwin III *c.1220 †1278 Signoria di Rostock | Enrico Borwin III *c.1220 †1278 Signoria di Rostock | Enrico Borwin III *c.1220 †1278 Signoria di Rostock | Pribislao I *c.1224 †1275 Signoria di Parchim-Richenberg | Pribislao I *c.1224 †1275 Signoria di Parchim-Richenberg | Pribislao I *c.1224 †1275 Signoria di Parchim-Richenberg | Pribislao I *c.1224 †1275 Signoria di Parchim-Richenberg | Pribislao I *c.1224 †1275 Signoria di Parchim-Richenberg | Pribislao I *c.1224 †1275 Signoria di Parchim-Richenberg |  |  |  |  |  |  |  |  |  |  |  |  |  |  |  |  |  |  |  |  |  |  |  |  |  |  |  |  |  |  |  |  |  |  |  |  |  |  |  |  |  |  |
|                        |                        |                        |                        |                        |                        |                                |                                |                                |                                |                                |                                |                                  |                                  |                                  |                                  |                                  |                                  |                                                   |                                             |                                             |                                             |                                             |                                             |                                             |                                             |                                             |                                             |                                             |                                             |                                                     |                                                     |                                                     |                                                     |                                                     |                                                     |                                                          |                                                          |                                                          |                                                          |                                                          |                                                          |  |  |  |  |  |  |  |  |  |  |  |  |  |  |  |  |  |  |  |  |  |  |  |  |  |  |  |  |  |  |  |  |  |  |  |  |  |  |  |  |  |  |
|                        |                        |                        |                        |                        |                        |                                |                                |                                |                                |                                |                                |                                  |                                  |                                  |                                  |                                  |                                  | Enrico I *c.1230 †1302                            | Enrico I *c.1230 †1302                      | Enrico I *c.1230 †1302                      | Enrico I *c.1230 †1302                      | Enrico I *c.1230 †1302                      | Enrico I *c.1230 †1302                      | Alberto I *p.1230 †1265                     | Alberto I *p.1230 †1265                     | Alberto I *p.1230 †1265                     | Alberto I *p.1230 †1265                     | Alberto I *p.1230 †1265                     | Alberto I *p.1230 †1265                     | Nicola III *p.1230 †1289                            | Nicola III *p.1230 †1289                            | Nicola III *p.1230 †1289                            | Nicola III *p.1230 †1289                            | Nicola III *p.1230 †1289                            | Nicola III *p.1230 †1289                            | Giovanni II *c.1250 †1299                                | Giovanni II *c.1250 †1299                                | Giovanni II *c.1250 †1299                                | Giovanni II *c.1250 †1299                                | Giovanni II *c.1250 †1299                                | Giovanni II *c.1250 †1299                                |  |  |  |  |  |  |  |  |  |  |  |  |  |  |  |  |  |  |  |  |  |  |  |  |  |  |  |  |  |  |  |  |  |  |  |  |  |  |  |  |  |  |
|                        |                        |                        |                        |                        |                        |                                |                                |                                |                                |                                |                                |                                  |                                  |                                  |                                  |                                  |                                  | Enrico I *c.1230 †1302                            | Enrico I *c.1230 †1302                      | Enrico I *c.1230 †1302                      | Enrico I *c.1230 †1302                      | Enrico I *c.1230 †1302                      | Enrico I *c.1230 †1302                      | Alberto I *p.1230 †1265                     | Alberto I *p.1230 †1265                     | Alberto I *p.1230 †1265                     | Alberto I *p.1230 †1265                     | Alberto I *p.1230 †1265                     | Alberto I *p.1230 †1265                     | Nicola III *p.1230 †1289                            | Nicola III *p.1230 †1289                            | Nicola III *p.1230 †1289                            | Nicola III *p.1230 †1289                            | Nicola III *p.1230 †1289                            | Nicola III *p.1230 †1289                            | Giovanni II *c.1250 †1299                                | Giovanni II *c.1250 †1299                                | Giovanni II *c.1250 †1299                                | Giovanni II *c.1250 †1299                                | Giovanni II *c.1250 †1299                                | Giovanni II *c.1250 †1299                                |  |  |  |  |  |  |  |  |  |  |  |  |  |  |  |  |  |  |  |  |  |  |  |  |  |  |  |  |  |  |  |  |  |  |  |  |  |  |  |  |  |  |
|                        |                        |                        |                        |                        |                        |                                |                                |                                |                                |                                |                                |                                  |                                  |                                  |                                  |                                  |                                  |                                                   |                                             |                                             |                                             |                                             |                                             |                                             |                                             |                                             |                                             |                                             |                                             |                                                     |                                                     |                                                     |                                                     |                                                     |                                                     |                                                          |                                                          |                                                          |                                                          |                                                          |                                                          |  |  |  |  |  |  |  |  |  |  |  |  |  |  |  |  |  |  |  |  |  |  |  |  |  |  |  |  |  |  |  |  |  |  |  |  |  |  |  |  |  |  |
|                        |                        |                        |                        |                        |                        |                                |                                |                                |                                |                                |                                |                                  |                                  |                                  |                                  |                                  |                                  | Enrico II *p.1266 †1329                           | Enrico II *p.1266 †1329                     | Enrico II *p.1266 †1329                     | Enrico II *p.1266 †1329                     | Enrico II *p.1266 †1329                     | Enrico II *p.1266 †1329                     | Giovanni III *p.1266 †1289                  | Giovanni III *p.1266 †1289                  | Giovanni III *p.1266 †1289                  | Giovanni III *p.1266 †1289                  | Giovanni III *p.1266 †1289                  | Giovanni III *p.1266 †1289                  |                                                     |                                                     |                                                     |                                                     |                                                     |                                                     |                                                          |                                                          |                                                          |                                                          |                                                          |                                                          |  |  |  |  |  |  |  |  |  |  |  |  |  |  |  |  |  |  |  |  |  |  |  |  |  |  |  |  |  |  |  |  |  |  |  |  |  |  |  |  |  |  |
|                        |                        |                        |                        |                        |                        |                                |                                |                                |                                |                                |                                |                                  |                                  |                                  |                                  |                                  |                                  | Enrico II *p.1266 †1329                           | Enrico II *p.1266 †1329                     | Enrico II *p.1266 †1329                     | Enrico II *p.1266 †1329                     | Enrico II *p.1266 †1329                     | Enrico II *p.1266 †1329                     | Giovanni III *p.1266 †1289                  | Giovanni III *p.1266 †1289                  | Giovanni III *p.1266 †1289                  | Giovanni III *p.1266 †1289                  | Giovanni III *p.1266 †1289                  | Giovanni III *p.1266 †1289                  |                                                     |                                                     |                                                     |                                                     |                                                     |                                                     |                                                          |                                                          |                                                          |                                                          |                                                          |                                                          |  |  |  |  |  |  |  |  |  |  |  |  |  |  |  |  |  |  |  |  |  |  |  |  |  |  |  |  |  |  |  |  |  |  |  |  |  |  |  |  |  |  |
|                        |                        |                        |                        |                        |                        |                                |                                |                                |                                |                                |                                |                                  |                                  |                                  |                                  |                                  |                                  |                                                   |                                             |                                             |                                             |                                             |                                             |                                             |                                             |                                             |                                             |                                             |                                             |                                                     |                                                     |                                                     |                                                     |                                                     |                                                     |                                                          |                                                          |                                                          |                                                          |                                                          |                                                          |  |  |  |  |  |  |  |  |  |  |  |  |  |  |  |  |  |  |  |  |  |  |  |  |  |  |  |  |  |  |  |  |  |  |  |  |  |  |  |  |  |  |
|                        |                        |                        |                        |                        |                        |                                |                                |                                |                                |                                |                                |                                  |                                  |                                  |                                  |                                  |                                  | Alberto II *1318 †1379 Meclemburgo-Schwerin       | Alberto II *1318 †1379 Meclemburgo-Schwerin | Alberto II *1318 †1379 Meclemburgo-Schwerin | Alberto II *1318 †1379 Meclemburgo-Schwerin | Alberto II *1318 †1379 Meclemburgo-Schwerin | Alberto II *1318 †1379 Meclemburgo-Schwerin | Giovanni I *1326 †1392 Meclemburgo-Stargard | Giovanni I *1326 †1392 Meclemburgo-Stargard | Giovanni I *1326 †1392 Meclemburgo-Stargard | Giovanni I *1326 †1392 Meclemburgo-Stargard | Giovanni I *1326 †1392 Meclemburgo-Stargard | Giovanni I *1326 †1392 Meclemburgo-Stargard |                                                     |                                                     |                                                     |                                                     |                                                     |                                                     |                                                          |                                                          |                                                          |                                                          |                                                          |                                                          |  |  |  |  |  |  |  |  |  |  |  |  |  |  |  |  |  |  |  |  |  |  |  |  |  |  |  |  |  |  |  |  |  |  |  |  |  |  |  |  |  |  |
|                        |                        |                        |                        |                        |                        |                                |                                |                                |                                |                                |                                |                                  |                                  |                                  |                                  |                                  |                                  | Alberto II *1318 †1379 Meclemburgo-Schwerin       | Alberto II *1318 †1379 Meclemburgo-Schwerin | Alberto II *1318 †1379 Meclemburgo-Schwerin | Alberto II *1318 †1379 Meclemburgo-Schwerin | Alberto II *1318 †1379 Meclemburgo-Schwerin | Alberto II *1318 †1379 Meclemburgo-Schwerin | Giovanni I *1326 †1392 Meclemburgo-Stargard | Giovanni I *1326 †1392 Meclemburgo-Stargard | Giovanni I *1326 †1392 Meclemburgo-Stargard | Giovanni I *1326 †1392 Meclemburgo-Stargard | Giovanni I *1326 †1392 Meclemburgo-Stargard | Giovanni I *1326 †1392 Meclemburgo-Stargard |                                                     |                                                     |                                                     |                                                     |                                                     |                                                     |                                                          |                                                          |                                                          |                                                          |                                                          |                                                          |  |  |  |  |  |  |  |  |  |  |  |  |  |  |  |  |  |  |  |  |  |  |  |  |  |  |  |  |  |  |  |  |  |  |  |  |  |  |  |  |  |  |
|                        |                        |                        |                        |                        |                        |                                |                                |                                |                                |                                |                                |                                  |                                  |                                  |                                  |                                  |                                  |                                                   |                                             |                                             |                                             |                                             |                                             |                                             |                                             |                                             |                                             |                                             |                                             |                                                     |                                                     |                                                     |                                                     |                                                     |                                                     |                                                          |                                                          |                                                          |                                                          |                                                          |                                                          |  |  |  |  |  |  |  |  |  |  |  |  |  |  |  |  |  |  |  |  |  |  |  |  |  |  |  |  |  |  |  |  |  |  |  |  |  |  |  |  |  |  |
| Enrico III *1337 †1383 | Enrico III *1337 †1383 | Enrico III *1337 †1383 | Enrico III *1337 †1383 | Enrico III *1337 †1383 | Enrico III *1337 †1383 |                                |                                |                                |                                |                                |                                | ALBERTO III *c.1338 †1412        | ALBERTO III *c.1338 †1412        | ALBERTO III *c.1338 †1412        | ALBERTO III *c.1338 †1412        | ALBERTO III *c.1338 †1412        | ALBERTO III *c.1338 †1412        | Magnus I *1345 †1384                              | Magnus I *1345 †1384                        | Magnus I *1345 †1384                        | Magnus I *1345 †1384                        | Magnus I *1345 †1384                        | Magnus I *1345 †1384                        | Giovanni II *1370 †1416                     | Giovanni II *1370 †1416                     | Giovanni II *1370 †1416                     | Giovanni II *1370 †1416                     | Giovanni II *1370 †1416                     | Giovanni II *1370 †1416                     | Alberto I *a.1377 †1397                             | Alberto I *a.1377 †1397                             | Alberto I *a.1377 †1397                             | Alberto I *a.1377 †1397                             | Alberto I *a.1377 †1397                             | Alberto I *a.1377 †1397                             | Ulrico I *1382 †1417                                     | Ulrico I *1382 †1417                                     | Ulrico I *1382 †1417                                     | Ulrico I *1382 †1417                                     | Ulrico I *1382 †1417                                     | Ulrico I *1382 †1417                                     |  |  |  |  |  |  |  |  |  |  |  |  |  |  |  |  |  |  |  |  |  |  |  |  |  |  |  |  |  |  |  |  |  |  |  |  |  |  |  |  |  |  |
| Enrico III *1337 †1383 | Enrico III *1337 †1383 | Enrico III *1337 †1383 | Enrico III *1337 †1383 | Enrico III *1337 †1383 | Enrico III *1337 †1383 |                                |                                |                                |                                |                                |                                | ALBERTO III *c.1338 †1412        | ALBERTO III *c.1338 †1412        | ALBERTO III *c.1338 †1412        | ALBERTO III *c.1338 †1412        | ALBERTO III *c.1338 †1412        | ALBERTO III *c.1338 †1412        | Magnus I *1345 †1384                              | Magnus I *1345 †1384                        | Magnus I *1345 †1384                        | Magnus I *1345 †1384                        | Magnus I *1345 †1384                        | Magnus I *1345 †1384                        | Giovanni II *1370 †1416                     | Giovanni II *1370 †1416                     | Giovanni II *1370 †1416                     | Giovanni II *1370 †1416                     | Giovanni II *1370 †1416                     | Giovanni II *1370 †1416                     | Alberto I *a.1377 †1397                             | Alberto I *a.1377 †1397                             | Alberto I *a.1377 †1397                             | Alberto I *a.1377 †1397                             | Alberto I *a.1377 †1397                             | Alberto I *a.1377 †1397                             | Ulrico I *1382 †1417                                     | Ulrico I *1382 †1417                                     | Ulrico I *1382 †1417                                     | Ulrico I *1382 †1417                                     | Ulrico I *1382 †1417                                     | Ulrico I *1382 †1417                                     |  |  |  |  |  |  |  |  |  |  |  |  |  |  |  |  |  |  |  |  |  |  |  |  |  |  |  |  |  |  |  |  |  |  |  |  |  |  |  |  |  |  |
|                        |                        |                        |                        |                        |                        |                                |                                |                                |                                |                                |                                |                                  |                                  |                                  |                                  |                                  |                                  |                                                   |                                             |                                             |                                             |                                             |                                             |                                             |                                             |                                             |                                             |                                             |                                             |                                                     |                                                     |                                                     |                                                     |                                                     |                                                     |                                                          |                                                          |                                                          |                                                          |                                                          |                                                          |  |  |  |  |  |  |  |  |  |  |  |  |  |  |  |  |  |  |  |  |  |  |  |  |  |  |  |  |  |  |  |  |  |  |  |  |  |  |  |  |  |  |
| Alberto IV *1363 †1388 | Alberto IV *1363 †1388 | Alberto IV *1363 †1388 | Alberto IV *1363 †1388 | Alberto IV *1363 †1388 | Alberto IV *1363 †1388 | Eric I *1359 †1397             | Eric I *1359 †1397             | Eric I *1359 †1397             | Eric I *1359 †1397             | Eric I *1359 †1397             | Eric I *1359 †1397             | Alberto V *1397 †1423            | Alberto V *1397 †1423            | Alberto V *1397 †1423            | Alberto V *1397 †1423            | Alberto V *1397 †1423            | Alberto V *1397 †1423            | Giovanni IV *1370 †1422                           | Giovanni IV *1370 †1422                     | Giovanni IV *1370 †1422                     | Giovanni IV *1370 †1422                     | Giovanni IV *1370 †1422                     | Giovanni IV *1370 †1422                     | Giovanni III *1389 †1438                    | Giovanni III *1389 †1438                    | Giovanni III *1389 †1438                    | Giovanni III *1389 †1438                    | Giovanni III *1389 †1438                    | Giovanni III *1389 †1438                    | Alberto II *… †1423                                 | Alberto II *… †1423                                 | Alberto II *… †1423                                 | Alberto II *… †1423                                 | Alberto II *… †1423                                 | Alberto II *… †1423                                 | Enrico *… †1436                                          | Enrico *… †1436                                          | Enrico *… †1436                                          | Enrico *… †1436                                          | Enrico *… †1436                                          | Enrico *… †1436                                          |  |  |  |  |  |  |  |  |  |  |  |  |  |  |  |  |  |  |  |  |  |  |  |  |  |  |  |  |  |  |  |  |  |  |  |  |  |  |  |  |  |  |
| Alberto IV *1363 †1388 | Alberto IV *1363 †1388 | Alberto IV *1363 †1388 | Alberto IV *1363 †1388 | Alberto IV *1363 †1388 | Alberto IV *1363 †1388 | Eric I *1359 †1397             | Eric I *1359 †1397             | Eric I *1359 †1397             | Eric I *1359 †1397             | Eric I *1359 †1397             | Eric I *1359 †1397             | Alberto V *1397 †1423            | Alberto V *1397 †1423            | Alberto V *1397 †1423            | Alberto V *1397 †1423            | Alberto V *1397 †1423            | Alberto V *1397 †1423            | Giovanni IV *1370 †1422                           | Giovanni IV *1370 †1422                     | Giovanni IV *1370 †1422                     | Giovanni IV *1370 †1422                     | Giovanni IV *1370 †1422                     | Giovanni IV *1370 †1422                     | Giovanni III *1389 †1438                    | Giovanni III *1389 †1438                    | Giovanni III *1389 †1438                    | Giovanni III *1389 †1438                    | Giovanni III *1389 †1438                    | Giovanni III *1389 †1438                    | Alberto II *… †1423                                 | Alberto II *… †1423                                 | Alberto II *… †1423                                 | Alberto II *… †1423                                 | Alberto II *… †1423                                 | Alberto II *… †1423                                 | Enrico *… †1436                                          | Enrico *… †1436                                          | Enrico *… †1436                                          | Enrico *… †1436                                          | Enrico *… †1436                                          | Enrico *… †1436                                          |  |  |  |  |  |  |  |  |  |  |  |  |  |  |  |  |  |  |  |  |  |  |  |  |  |  |  |  |  |  |  |  |  |  |  |  |  |  |  |  |  |  |
|                        |                        |                        |                        |                        |                        |                                |                                |                                |                                |                                |                                |                                  |                                  |                                  |                                  |                                  |                                  |                                                   |                                             |                                             |                                             |                                             |                                             |                                             |                                             |                                             |                                             |                                             |                                             |                                                     |                                                     |                                                     |                                                     |                                                     |                                                     |                                                          |                                                          |                                                          |                                                          |                                                          |                                                          |  |  |  |  |  |  |  |  |  |  |  |  |  |  |  |  |  |  |  |  |  |  |  |  |  |  |  |  |  |  |  |  |  |  |  |  |  |  |  |  |  |  |
|                        |                        |                        |                        |                        |                        |                                |                                |                                |                                |                                |                                |                                  |                                  |                                  |                                  |                                  |                                  | Enrico IV *1417 †1477                             | Enrico IV *1417 †1477                       | Enrico IV *1417 †1477                       | Enrico IV *1417 †1477                       | Enrico IV *1417 †1477                       | Enrico IV *1417 †1477                       | Giovanni V *1418 †1442                      | Giovanni V *1418 †1442                      | Giovanni V *1418 †1442                      | Giovanni V *1418 †1442                      | Giovanni V *1418 †1442                      | Giovanni V *1418 †1442                      |                                                     |                                                     |                                                     |                                                     |                                                     |                                                     | Ulrico II *1428 †1471                                    | Ulrico II *1428 †1471                                    | Ulrico II *1428 †1471                                    | Ulrico II *1428 †1471                                    | Ulrico II *1428 †1471                                    | Ulrico II *1428 †1471                                    |  |  |  |  |  |  |  |  |  |  |  |  |  |  |  |  |  |  |  |  |  |  |  |  |  |  |  |  |  |  |  |  |  |  |  |  |  |  |  |  |  |  |
|                        |                        |                        |                        |                        |                        |                                |                                |                                |                                |                                |                                |                                  |                                  |                                  |                                  |                                  |                                  | Enrico IV *1417 †1477                             | Enrico IV *1417 †1477                       | Enrico IV *1417 †1477                       | Enrico IV *1417 †1477                       | Enrico IV *1417 †1477                       | Enrico IV *1417 †1477                       | Giovanni V *1418 †1442                      | Giovanni V *1418 †1442                      | Giovanni V *1418 †1442                      | Giovanni V *1418 †1442                      | Giovanni V *1418 †1442                      | Giovanni V *1418 †1442                      |                                                     |                                                     |                                                     |                                                     |                                                     |                                                     | Ulrico II *1428 †1471                                    | Ulrico II *1428 †1471                                    | Ulrico II *1428 †1471                                    | Ulrico II *1428 †1471                                    | Ulrico II *1428 †1471                                    | Ulrico II *1428 †1471                                    |  |  |  |  |  |  |  |  |  |  |  |  |  |  |  |  |  |  |  |  |  |  |  |  |  |  |  |  |  |  |  |  |  |  |  |  |  |  |  |  |  |  |
|                        |                        |                        |                        |                        |                        |                                |                                |                                |                                |                                |                                |                                  |                                  |                                  |                                  |                                  |                                  |                                                   |                                             |                                             |                                             |                                             |                                             |                                             |                                             |                                             |                                             |                                             |                                             |                                                     |                                                     |                                                     |                                                     |                                                     |                                                     |                                                          |                                                          |                                                          |                                                          |                                                          |                                                          |  |  |  |  |  |  |  |  |  |  |  |  |  |  |  |  |  |  |  |  |  |  |  |  |  |  |  |  |  |  |  |  |  |  |  |  |  |  |  |  |  |  |
|                        |                        |                        |                        |                        |                        | Alberto VI *1438 †1483         | Alberto VI *1438 †1483         | Alberto VI *1438 †1483         | Alberto VI *1438 †1483         | Alberto VI *1438 †1483         | Alberto VI *1438 †1483         | Giovanni VI *1439 †1474          | Giovanni VI *1439 †1474          | Giovanni VI *1439 †1474          | Giovanni VI *1439 †1474          | Giovanni VI *1439 †1474          | Giovanni VI *1439 †1474          | Magnus II *1441 †1503                             | Magnus II *1441 †1503                       | Magnus II *1441 †1503                       | Magnus II *1441 †1503                       | Magnus II *1441 †1503                       | Magnus II *1441 †1503                       | Baldassarre *1451 †1507                     | Baldassarre *1451 †1507                     | Baldassarre *1451 †1507                     | Baldassarre *1451 †1507                     | Baldassarre *1451 †1507                     | Baldassarre *1451 †1507                     |                                                     |                                                     |                                                     |                                                     |                                                     |                                                     |                                                          |                                                          |                                                          |                                                          |                                                          |                                                          |  |  |  |  |  |  |  |  |  |  |  |  |  |  |  |  |  |  |  |  |  |  |  |  |  |  |  |  |  |  |  |  |  |  |  |  |  |  |  |  |  |  |
|                        |                        |                        |                        |                        |                        | Alberto VI *1438 †1483         | Alberto VI *1438 †1483         | Alberto VI *1438 †1483         | Alberto VI *1438 †1483         | Alberto VI *1438 †1483         | Alberto VI *1438 †1483         | Giovanni VI *1439 †1474          | Giovanni VI *1439 †1474          | Giovanni VI *1439 †1474          | Giovanni VI *1439 †1474          | Giovanni VI *1439 †1474          | Giovanni VI *1439 †1474          | Magnus II *1441 †1503                             | Magnus II *1441 †1503                       | Magnus II *1441 †1503                       | Magnus II *1441 †1503                       | Magnus II *1441 †1503                       | Magnus II *1441 †1503                       | Baldassarre *1451 †1507                     | Baldassarre *1451 †1507                     | Baldassarre *1451 †1507                     | Baldassarre *1451 †1507                     | Baldassarre *1451 †1507                     | Baldassarre *1451 †1507                     |                                                     |                                                     |                                                     |                                                     |                                                     |                                                     |                                                          |                                                          |                                                          |                                                          |                                                          |                                                          |  |  |  |  |  |  |  |  |  |  |  |  |  |  |  |  |  |  |  |  |  |  |  |  |  |  |  |  |  |  |  |  |  |  |  |  |  |  |  |  |  |  |
|                        |                        |                        |                        |                        |                        |                                |                                |                                |                                |                                |                                |                                  |                                  |                                  |                                  |                                  |                                  |                                                   |                                             |                                             |                                             |                                             |                                             |                                             |                                             |                                             |                                             |                                             |                                             |                                                     |                                                     |                                                     |                                                     |                                                     |                                                     |                                                          |                                                          |                                                          |                                                          |                                                          |                                                          |  |  |  |  |  |  |  |  |  |  |  |  |  |  |  |  |  |  |  |  |  |  |  |  |  |  |  |  |  |  |  |  |  |  |  |  |  |  |  |  |  |  |
|                        |                        |                        |                        |                        |                        | Enrico V *1479 †1552           | Enrico V *1479 †1552           | Enrico V *1479 †1552           | Enrico V *1479 †1552           | Enrico V *1479 †1552           | Enrico V *1479 †1552           | Eric II *1483 †1508              | Eric II *1483 †1508              | Eric II *1483 †1508              | Eric II *1483 †1508              | Eric II *1483 †1508              | Eric II *1483 †1508              | Alberto VII *1486 †1547                           | Alberto VII *1486 †1547                     | Alberto VII *1486 †1547                     | Alberto VII *1486 †1547                     | Alberto VII *1486 †1547                     | Alberto VII *1486 †1547                     |                                             |                                             |                                             |                                             |                                             |                                             |                                                     |                                                     |                                                     |                                                     |                                                     |                                                     |                                                          |                                                          |                                                          |                                                          |                                                          |                                                          |  |  |  |  |  |  |  |  |  |  |  |  |  |  |  |  |  |  |  |  |  |  |  |  |  |  |  |  |  |  |  |  |  |  |  |  |  |  |  |  |  |  |
|                        |                        |                        |                        |                        |                        | Enrico V *1479 †1552           | Enrico V *1479 †1552           | Enrico V *1479 †1552           | Enrico V *1479 †1552           | Enrico V *1479 †1552           | Enrico V *1479 †1552           | Eric II *1483 †1508              | Eric II *1483 †1508              | Eric II *1483 †1508              | Eric II *1483 †1508              | Eric II *1483 †1508              | Eric II *1483 †1508              | Alberto VII *1486 †1547                           | Alberto VII *1486 †1547                     | Alberto VII *1486 †1547                     | Alberto VII *1486 †1547                     | Alberto VII *1486 †1547                     | Alberto VII *1486 †1547                     |                                             |                                             |                                             |                                             |                                             |                                             |                                                     |                                                     |                                                     |                                                     |                                                     |                                                     |                                                          |                                                          |                                                          |                                                          |                                                          |                                                          |  |  |  |  |  |  |  |  |  |  |  |  |  |  |  |  |  |  |  |  |  |  |  |  |  |  |  |  |  |  |  |  |  |  |  |  |  |  |  |  |  |  |
|                        |                        |                        |                        |                        |                        |                                |                                |                                |                                |                                |                                |                                  |                                  |                                  |                                  |                                  |                                  |                                                   |                                             |                                             |                                             |                                             |                                             |                                             |                                             |                                             |                                             |                                             |                                             |                                                     |                                                     |                                                     |                                                     |                                                     |                                                     |                                                          |                                                          |                                                          |                                                          |                                                          |                                                          |  |  |  |  |  |  |  |  |  |  |  |  |  |  |  |  |  |  |  |  |  |  |  |  |  |  |  |  |  |  |  |  |  |  |  |  |  |  |  |  |  |  |
|                        |                        |                        |                        |                        |                        | Magnus III *1509 †1550         | Magnus III *1509 †1550         | Magnus III *1509 †1550         | Magnus III *1509 †1550         | Magnus III *1509 †1550         | Magnus III *1509 †1550         | Filippo *1514 †1557              | Filippo *1514 †1557              | Filippo *1514 †1557              | Filippo *1514 †1557              | Filippo *1514 †1557              | Filippo *1514 †1557              | Giovanni Alberto I *1525 †1576                    | Giovanni Alberto I *1525 †1576              | Giovanni Alberto I *1525 †1576              | Giovanni Alberto I *1525 †1576              | Giovanni Alberto I *1525 †1576              | Giovanni Alberto I *1525 †1576              | Ulrico III *1527 †1603                      | Ulrico III *1527 †1603                      | Ulrico III *1527 †1603                      | Ulrico III *1527 †1603                      | Ulrico III *1527 †1603                      | Ulrico III *1527 †1603                      |                                                     |                                                     |                                                     |                                                     |                                                     |                                                     |                                                          |                                                          |                                                          |                                                          |                                                          |                                                          |  |  |  |  |  |  |  |  |  |  |  |  |  |  |  |  |  |  |  |  |  |  |  |  |  |  |  |  |  |  |  |  |  |  |  |  |  |  |  |  |  |  |
|                        |                        |                        |                        |                        |                        | Magnus III *1509 †1550         | Magnus III *1509 †1550         | Magnus III *1509 †1550         | Magnus III *1509 †1550         | Magnus III *1509 †1550         | Magnus III *1509 †1550         | Filippo *1514 †1557              | Filippo *1514 †1557              | Filippo *1514 †1557              | Filippo *1514 †1557              | Filippo *1514 †1557              | Filippo *1514 †1557              | Giovanni Alberto I *1525 †1576                    | Giovanni Alberto I *1525 †1576              | Giovanni Alberto I *1525 †1576              | Giovanni Alberto I *1525 †1576              | Giovanni Alberto I *1525 †1576              | Giovanni Alberto I *1525 †1576              | Ulrico III *1527 †1603                      | Ulrico III *1527 †1603                      | Ulrico III *1527 †1603                      | Ulrico III *1527 †1603                      | Ulrico III *1527 †1603                      | Ulrico III *1527 †1603                      |                                                     |                                                     |                                                     |                                                     |                                                     |                                                     |                                                          |                                                          |                                                          |                                                          |                                                          |                                                          |  |  |  |  |  |  |  |  |  |  |  |  |  |  |  |  |  |  |  |  |  |  |  |  |  |  |  |  |  |  |  |  |  |  |  |  |  |  |  |  |  |  |
|                        |                        |                        |                        |                        |                        |                                |                                |                                |                                |                                |                                |                                  |                                  |                                  |                                  |                                  |                                  | Giovanni VII *1558 †1592                          |                                             |                                             |                                             |                                             |                                             |                                             |                                             |                                             |                                             |                                             |                                             |                                                     |                                                     |                                                     |                                                     |                                                     |                                                     |                                                          |                                                          |                                                          |                                                          |                                                          |                                                          |  |  |  |  |  |  |  |  |  |  |  |  |  |  |  |  |  |  |  |  |  |  |  |  |  |  |  |  |  |  |  |  |  |  |  |  |  |  |  |  |  |  |
|                        |                        |                        |                        |                        |                        |                                |                                |                                |                                |                                |                                |                                  |                                  |                                  |                                  |                                  |                                  |                                                   |                                             |                                             |                                             |                                             |                                             |                                             |                                             |                                             |                                             |                                             |                                             |                                                     |                                                     |                                                     |                                                     |                                                     |                                                     |                                                          |                                                          |                                                          |                                                          |                                                          |                                                          |  |  |  |  |  |  |  |  |  |  |  |  |  |  |  |  |  |  |  |  |  |  |  |  |  |  |  |  |  |  |  |  |  |  |  |  |  |  |  |  |  |  |
|                        |                        |                        |                        |                        |                        |                                |                                |                                |                                |                                |                                |                                  |                                  |                                  |                                  |                                  |                                  |                                                   |                                             |                                             |                                             |                                             |                                             |                                             |                                             |                                             |                                             |                                             |                                             |                                                     |                                                     |                                                     |                                                     |                                                     |                                                     |                                                          |                                                          |                                                          |                                                          |                                                          |                                                          |  |  |  |  |  |  |  |  |  |  |  |  |  |  |  |  |  |  |  |  |  |  |  |  |  |  |  |  |  |  |  |  |  |  |  |  |  |  |  |  |  |  |
|                        |                        |                        |                        |                        |                        |                                |                                |                                |                                |                                |                                |                                  |                                  |                                  |                                  |                                  |                                  | Adolfo Federico I *1588 †1658                     | Adolfo Federico I *1588 †1658               | Adolfo Federico I *1588 †1658               | Adolfo Federico I *1588 †1658               | Adolfo Federico I *1588 †1658               | Adolfo Federico I *1588 †1658               |                                             |                                             |                                             |                                             |                                             |                                             |                                                     |                                                     |                                                     |                                                     |                                                     |                                                     | Giovanni Alberto II *1590 †1636 Meclemburgo-Güstrow      | Giovanni Alberto II *1590 †1636 Meclemburgo-Güstrow      | Giovanni Alberto II *1590 †1636 Meclemburgo-Güstrow      | Giovanni Alberto II *1590 †1636 Meclemburgo-Güstrow      | Giovanni Alberto II *1590 †1636 Meclemburgo-Güstrow      | Giovanni Alberto II *1590 †1636 Meclemburgo-Güstrow      |  |  |  |  |  |  |  |  |  |  |  |  |  |  |  |  |  |  |  |  |  |  |  |  |  |  |  |  |  |  |  |  |  |  |  |  |  |  |  |  |  |  |
|                        |                        |                        |                        |                        |                        |                                |                                |                                |                                |                                |                                |                                  |                                  |                                  |                                  |                                  |                                  | Adolfo Federico I *1588 †1658                     | Adolfo Federico I *1588 †1658               | Adolfo Federico I *1588 †1658               | Adolfo Federico I *1588 †1658               | Adolfo Federico I *1588 †1658               | Adolfo Federico I *1588 †1658               |                                             |                                             |                                             |                                             |                                             |                                             |                                                     |                                                     |                                                     |                                                     |                                                     |                                                     | Giovanni Alberto II *1590 †1636 Meclemburgo-Güstrow      | Giovanni Alberto II *1590 †1636 Meclemburgo-Güstrow      | Giovanni Alberto II *1590 †1636 Meclemburgo-Güstrow      | Giovanni Alberto II *1590 †1636 Meclemburgo-Güstrow      | Giovanni Alberto II *1590 †1636 Meclemburgo-Güstrow      | Giovanni Alberto II *1590 †1636 Meclemburgo-Güstrow      |  |  |  |  |  |  |  |  |  |  |  |  |  |  |  |  |  |  |  |  |  |  |  |  |  |  |  |  |  |  |  |  |  |  |  |  |  |  |  |  |  |  |
|                        |                        |                        |                        |                        |                        |                                |                                |                                |                                |                                |                                |                                  |                                  |                                  |                                  |                                  |                                  |                                                   |                                             |                                             |                                             |                                             |                                             |                                             |                                             |                                             |                                             |                                             |                                             |                                                     |                                                     |                                                     |                                                     |                                                     |                                                     |                                                          |                                                          |                                                          |                                                          |                                                          |                                                          |  |  |  |  |  |  |  |  |  |  |  |  |  |  |  |  |  |  |  |  |  |  |  |  |  |  |  |  |  |  |  |  |  |  |  |  |  |  |  |  |  |  |
|                        |                        |                        |                        |                        |                        |                                |                                |                                |                                |                                |                                | Cristiano Ludovico I *1623 †1692 | Cristiano Ludovico I *1623 †1692 | Cristiano Ludovico I *1623 †1692 | Cristiano Ludovico I *1623 †1692 | Cristiano Ludovico I *1623 †1692 | Cristiano Ludovico I *1623 †1692 | Federico I *1638 †1688                            | Federico I *1638 †1688                      | Federico I *1638 †1688                      | Federico I *1638 †1688                      | Federico I *1638 †1688                      | Federico I *1638 †1688                      |                                             |                                             |                                             |                                             |                                             |                                             | Adolfo Federico II *1658 †1708                      | Adolfo Federico II *1658 †1708                      | Adolfo Federico II *1658 †1708                      | Adolfo Federico II *1658 †1708                      | Adolfo Federico II *1658 †1708                      | Adolfo Federico II *1658 †1708                      | Gustavo Adolfo *1633 †1695                               | Gustavo Adolfo *1633 †1695                               | Gustavo Adolfo *1633 †1695                               | Gustavo Adolfo *1633 †1695                               | Gustavo Adolfo *1633 †1695                               | Gustavo Adolfo *1633 †1695                               |  |  |  |  |  |  |  |  |  |  |  |  |  |  |  |  |  |  |  |  |  |  |  |  |  |  |  |  |  |  |  |  |  |  |  |  |  |  |  |  |  |  |
|                        |                        |                        |                        |                        |                        |                                |                                |                                |                                |                                |                                | Cristiano Ludovico I *1623 †1692 | Cristiano Ludovico I *1623 †1692 | Cristiano Ludovico I *1623 †1692 | Cristiano Ludovico I *1623 †1692 | Cristiano Ludovico I *1623 †1692 | Cristiano Ludovico I *1623 †1692 | Federico I *1638 †1688                            | Federico I *1638 †1688                      | Federico I *1638 †1688                      | Federico I *1638 †1688                      | Federico I *1638 †1688                      | Federico I *1638 †1688                      |                                             |                                             |                                             |                                             |                                             |                                             | Adolfo Federico II *1658 †1708                      | Adolfo Federico II *1658 †1708                      | Adolfo Federico II *1658 †1708                      | Adolfo Federico II *1658 †1708                      | Adolfo Federico II *1658 †1708                      | Adolfo Federico II *1658 †1708                      | Gustavo Adolfo *1633 †1695                               | Gustavo Adolfo *1633 †1695                               | Gustavo Adolfo *1633 †1695                               | Gustavo Adolfo *1633 †1695                               | Gustavo Adolfo *1633 †1695                               | Gustavo Adolfo *1633 †1695                               |  |  |  |  |  |  |  |  |  |  |  |  |  |  |  |  |  |  |  |  |  |  |  |  |  |  |  |  |  |  |  |  |  |  |  |  |  |  |  |  |  |  |
|                        |                        |                        |                        |                        |                        |                                |                                |                                |                                |                                |                                |                                  |                                  |                                  |                                  |                                  |                                  |                                                   |                                             |                                             |                                             |                                             |                                             |                                             |                                             |                                             |                                             |                                             |                                             |                                                     |                                                     |                                                     |                                                     |                                                     |                                                     |                                                          |                                                          |                                                          |                                                          |                                                          |                                                          |  |  |  |  |  |  |  |  |  |  |  |  |  |  |  |  |  |  |  |  |  |  |  |  |  |  |  |  |  |  |  |  |  |  |  |  |  |  |  |  |  |  |
|                        |                        |                        |                        |                        |                        | Federico Guglielmo *1675 †1713 | Federico Guglielmo *1675 †1713 | Federico Guglielmo *1675 †1713 | Federico Guglielmo *1675 †1713 | Federico Guglielmo *1675 †1713 | Federico Guglielmo *1675 †1713 | Carlo Leopoldo *1678 †1747       | Carlo Leopoldo *1678 †1747       | Carlo Leopoldo *1678 †1747       | Carlo Leopoldo *1678 †1747       | Carlo Leopoldo *1678 †1747       | Carlo Leopoldo *1678 †1747       | Cristiano Ludovico II *1683 †1756                 | Cristiano Ludovico II *1683 †1756           | Cristiano Ludovico II *1683 †1756           | Cristiano Ludovico II *1683 †1756           | Cristiano Ludovico II *1683 †1756           | Cristiano Ludovico II *1683 †1756           | Adolfo Federico III *1686 †1752             | Adolfo Federico III *1686 †1752             | Adolfo Federico III *1686 †1752             | Adolfo Federico III *1686 †1752             | Adolfo Federico III *1686 †1752             | Adolfo Federico III *1686 †1752             | Carlo I *1708 †1756                                 | Carlo I *1708 †1756                                 | Carlo I *1708 †1756                                 | Carlo I *1708 †1756                                 | Carlo I *1708 †1756                                 | Carlo I *1708 †1756                                 |                                                          |                                                          |                                                          |                                                          |                                                          |                                                          |  |  |  |  |  |  |  |  |  |  |  |  |  |  |  |  |  |  |  |  |  |  |  |  |  |  |  |  |  |  |  |  |  |  |  |  |  |  |  |  |  |  |
|                        |                        |                        |                        |                        |                        | Federico Guglielmo *1675 †1713 | Federico Guglielmo *1675 †1713 | Federico Guglielmo *1675 †1713 | Federico Guglielmo *1675 †1713 | Federico Guglielmo *1675 †1713 | Federico Guglielmo *1675 †1713 | Carlo Leopoldo *1678 †1747       | Carlo Leopoldo *1678 †1747       | Carlo Leopoldo *1678 †1747       | Carlo Leopoldo *1678 †1747       | Carlo Leopoldo *1678 †1747       | Carlo Leopoldo *1678 †1747       | Cristiano Ludovico II *1683 †1756                 | Cristiano Ludovico II *1683 †1756           | Cristiano Ludovico II *1683 †1756           | Cristiano Ludovico II *1683 †1756           | Cristiano Ludovico II *1683 †1756           | Cristiano Ludovico II *1683 †1756           | Adolfo Federico III *1686 †1752             | Adolfo Federico III *1686 †1752             | Adolfo Federico III *1686 †1752             | Adolfo Federico III *1686 †1752             | Adolfo Federico III *1686 †1752             | Adolfo Federico III *1686 †1752             | Carlo I *1708 †1756                                 | Carlo I *1708 †1756                                 | Carlo I *1708 †1756                                 | Carlo I *1708 †1756                                 | Carlo I *1708 †1756                                 | Carlo I *1708 †1756                                 |                                                          |                                                          |                                                          |                                                          |                                                          |                                                          |  |  |  |  |  |  |  |  |  |  |  |  |  |  |  |  |  |  |  |  |  |  |  |  |  |  |  |  |  |  |  |  |  |  |  |  |  |  |  |  |  |  |
|                        |                        |                        |                        |                        |                        |                                |                                |                                |                                |                                |                                |                                  |                                  |                                  |                                  |                                  |                                  |                                                   |                                             |                                             |                                             |                                             |                                             |                                             |                                             |                                             |                                             |                                             |                                             |                                                     |                                                     |                                                     |                                                     |                                                     |                                                     |                                                          |                                                          |                                                          |                                                          |                                                          |                                                          |  |  |  |  |  |  |  |  |  |  |  |  |  |  |  |  |  |  |  |  |  |  |  |  |  |  |  |  |  |  |  |  |  |  |  |  |  |  |  |  |  |  |
|                        |                        |                        |                        |                        |                        |                                |                                |                                |                                |                                |                                | Federico II *1717 †1785          | Federico II *1717 †1785          | Federico II *1717 †1785          | Federico II *1717 †1785          | Federico II *1717 †1785          | Federico II *1717 †1785          | Luigi *1725 †1778                                 | Luigi *1725 †1778                           | Luigi *1725 †1778                           | Luigi *1725 †1778                           | Luigi *1725 †1778                           | Luigi *1725 †1778                           | Adolfo Federico IV *1738 †1794              | Adolfo Federico IV *1738 †1794              | Adolfo Federico IV *1738 †1794              | Adolfo Federico IV *1738 †1794              | Adolfo Federico IV *1738 †1794              | Adolfo Federico IV *1738 †1794              | Carlo II *1741 †1816                                | Carlo II *1741 †1816                                | Carlo II *1741 †1816                                | Carlo II *1741 †1816                                | Carlo II *1741 †1816                                | Carlo II *1741 †1816                                |                                                          |                                                          |                                                          |                                                          |                                                          |                                                          |  |  |  |  |  |  |  |  |  |  |  |  |  |  |  |  |  |  |  |  |  |  |  |  |  |  |  |  |  |  |  |  |  |  |  |  |  |  |  |  |  |  |
|                        |                        |                        |                        |                        |                        |                                |                                |                                |                                |                                |                                | Federico II *1717 †1785          | Federico II *1717 †1785          | Federico II *1717 †1785          | Federico II *1717 †1785          | Federico II *1717 †1785          | Federico II *1717 †1785          | Luigi *1725 †1778                                 | Luigi *1725 †1778                           | Luigi *1725 †1778                           | Luigi *1725 †1778                           | Luigi *1725 †1778                           | Luigi *1725 †1778                           | Adolfo Federico IV *1738 †1794              | Adolfo Federico IV *1738 †1794              | Adolfo Federico IV *1738 †1794              | Adolfo Federico IV *1738 †1794              | Adolfo Federico IV *1738 †1794              | Adolfo Federico IV *1738 †1794              | Carlo II *1741 †1816                                | Carlo II *1741 †1816                                | Carlo II *1741 †1816                                | Carlo II *1741 †1816                                | Carlo II *1741 †1816                                | Carlo II *1741 †1816                                |                                                          |                                                          |                                                          |                                                          |                                                          |                                                          |  |  |  |  |  |  |  |  |  |  |  |  |  |  |  |  |  |  |  |  |  |  |  |  |  |  |  |  |  |  |  |  |  |  |  |  |  |  |  |  |  |  |
|                        |                        |                        |                        |                        |                        |                                |                                |                                |                                |                                |                                |                                  |                                  |                                  |                                  |                                  |                                  | Federico Francesco I *1759 †1837                  | Federico Francesco I *1759 †1837            | Federico Francesco I *1759 †1837            | Federico Francesco I *1759 †1837            | Federico Francesco I *1759 †1837            | Federico Francesco I *1759 †1837            |                                             |                                             |                                             |                                             |                                             |                                             | Giorgio *1779 †1860                                 | Giorgio *1779 †1860                                 | Giorgio *1779 †1860                                 | Giorgio *1779 †1860                                 | Giorgio *1779 †1860                                 | Giorgio *1779 †1860                                 |                                                          |                                                          |                                                          |                                                          |                                                          |                                                          |  |  |  |  |  |  |  |  |  |  |  |  |  |  |  |  |  |  |  |  |  |  |  |  |  |  |  |  |  |  |  |  |  |  |  |  |  |  |  |  |  |  |
|                        |                        |                        |                        |                        |                        |                                |                                |                                |                                |                                |                                |                                  |                                  |                                  |                                  |                                  |                                  | Federico Francesco I *1759 †1837                  | Federico Francesco I *1759 †1837            | Federico Francesco I *1759 †1837            | Federico Francesco I *1759 †1837            | Federico Francesco I *1759 †1837            | Federico Francesco I *1759 †1837            |                                             |                                             |                                             |                                             |                                             |                                             | Giorgio *1779 †1860                                 | Giorgio *1779 †1860                                 | Giorgio *1779 †1860                                 | Giorgio *1779 †1860                                 | Giorgio *1779 †1860                                 | Giorgio *1779 †1860                                 |                                                          |                                                          |                                                          |                                                          |                                                          |                                                          |  |  |  |  |  |  |  |  |  |  |  |  |  |  |  |  |  |  |  |  |  |  |  |  |  |  |  |  |  |  |  |  |  |  |  |  |  |  |  |  |  |  |
|                        |                        |                        |                        |                        |                        |                                |                                |                                |                                |                                |                                |                                  |                                  |                                  |                                  |                                  |                                  |                                                   |                                             |                                             |                                             |                                             |                                             |                                             |                                             |                                             |                                             |                                             |                                             |                                                     |                                                     |                                                     |                                                     |                                                     |                                                     |                                                          |                                                          |                                                          |                                                          |                                                          |                                                          |  |  |  |  |  |  |  |  |  |  |  |  |  |  |  |  |  |  |  |  |  |  |  |  |  |  |  |  |  |  |  |  |  |  |  |  |  |  |  |  |  |  |
|                        |                        |                        |                        |                        |                        |                                |                                |                                |                                |                                |                                |                                  |                                  |                                  |                                  |                                  |                                  | Federico Ludovico *1778 †1819                     | Federico Ludovico *1778 †1819               | Federico Ludovico *1778 †1819               | Federico Ludovico *1778 †1819               | Federico Ludovico *1778 †1819               | Federico Ludovico *1778 †1819               |                                             |                                             |                                             |                                             |                                             |                                             | Federico Guglielmo *1819 †1904                      | Federico Guglielmo *1819 †1904                      | Federico Guglielmo *1819 †1904                      | Federico Guglielmo *1819 †1904                      | Federico Guglielmo *1819 †1904                      | Federico Guglielmo *1819 †1904                      | Giorgio *1824 †1876                                      | Giorgio *1824 †1876                                      | Giorgio *1824 †1876                                      | Giorgio *1824 †1876                                      | Giorgio *1824 †1876                                      | Giorgio *1824 †1876                                      |  |  |  |  |  |  |  |  |  |  |  |  |  |  |  |  |  |  |  |  |  |  |  |  |  |  |  |  |  |  |  |  |  |  |  |  |  |  |  |  |  |  |
|                        |                        |                        |                        |                        |                        |                                |                                |                                |                                |                                |                                |                                  |                                  |                                  |                                  |                                  |                                  | Federico Ludovico *1778 †1819                     | Federico Ludovico *1778 †1819               | Federico Ludovico *1778 †1819               | Federico Ludovico *1778 †1819               | Federico Ludovico *1778 †1819               | Federico Ludovico *1778 †1819               |                                             |                                             |                                             |                                             |                                             |                                             | Federico Guglielmo *1819 †1904                      | Federico Guglielmo *1819 †1904                      | Federico Guglielmo *1819 †1904                      | Federico Guglielmo *1819 †1904                      | Federico Guglielmo *1819 †1904                      | Federico Guglielmo *1819 †1904                      | Giorgio *1824 †1876                                      | Giorgio *1824 †1876                                      | Giorgio *1824 †1876                                      | Giorgio *1824 †1876                                      | Giorgio *1824 †1876                                      | Giorgio *1824 †1876                                      |  |  |  |  |  |  |  |  |  |  |  |  |  |  |  |  |  |  |  |  |  |  |  |  |  |  |  |  |  |  |  |  |  |  |  |  |  |  |  |  |  |  |
|                        |                        |                        |                        |                        |                        |                                |                                |                                |                                |                                |                                |                                  |                                  |                                  |                                  |                                  |                                  | Paolo Federico *1800 †1842                        | Paolo Federico *1800 †1842                  | Paolo Federico *1800 †1842                  | Paolo Federico *1800 †1842                  | Paolo Federico *1800 †1842                  | Paolo Federico *1800 †1842                  |                                             |                                             |                                             |                                             |                                             |                                             | Adolfo Federico V *1848 †1914                       | Adolfo Federico V *1848 †1914                       | Adolfo Federico V *1848 †1914                       | Adolfo Federico V *1848 †1914                       | Adolfo Federico V *1848 †1914                       | Adolfo Federico V *1848 †1914                       | Casa granducale di Meclemburgo-Strelitz                  | Casa granducale di Meclemburgo-Strelitz                  | Casa granducale di Meclemburgo-Strelitz                  | Casa granducale di Meclemburgo-Strelitz                  | Casa granducale di Meclemburgo-Strelitz                  | Casa granducale di Meclemburgo-Strelitz                  |  |  |  |  |  |  |  |  |  |  |  |  |  |  |  |  |  |  |  |  |  |  |  |  |  |  |  |  |  |  |  |  |  |  |  |  |  |  |  |  |  |  |
|                        |                        |                        |                        |                        |                        |                                |                                |                                |                                |                                |                                |                                  |                                  |                                  |                                  |                                  |                                  | Paolo Federico *1800 †1842                        | Paolo Federico *1800 †1842                  | Paolo Federico *1800 †1842                  | Paolo Federico *1800 †1842                  | Paolo Federico *1800 †1842                  | Paolo Federico *1800 †1842                  |                                             |                                             |                                             |                                             |                                             |                                             | Adolfo Federico V *1848 †1914                       | Adolfo Federico V *1848 †1914                       | Adolfo Federico V *1848 †1914                       | Adolfo Federico V *1848 †1914                       | Adolfo Federico V *1848 †1914                       | Adolfo Federico V *1848 †1914                       | Casa granducale di Meclemburgo-Strelitz                  | Casa granducale di Meclemburgo-Strelitz                  | Casa granducale di Meclemburgo-Strelitz                  | Casa granducale di Meclemburgo-Strelitz                  | Casa granducale di Meclemburgo-Strelitz                  | Casa granducale di Meclemburgo-Strelitz                  |  |  |  |  |  |  |  |  |  |  |  |  |  |  |  |  |  |  |  |  |  |  |  |  |  |  |  |  |  |  |  |  |  |  |  |  |  |  |  |  |  |  |
|                        |                        |                        |                        |                        |                        |                                |                                |                                |                                |                                |                                |                                  |                                  |                                  |                                  |                                  |                                  | Federico Francesco II *1823 †1883                 | Federico Francesco II *1823 †1883           | Federico Francesco II *1823 †1883           | Federico Francesco II *1823 †1883           | Federico Francesco II *1823 †1883           | Federico Francesco II *1823 †1883           |                                             |                                             |                                             |                                             |                                             |                                             | Adolfo Federico VI *1882 †1918                      | Adolfo Federico VI *1882 †1918                      | Adolfo Federico VI *1882 †1918                      | Adolfo Federico VI *1882 †1918                      | Adolfo Federico VI *1882 †1918                      | Adolfo Federico VI *1882 †1918                      |                                                          |                                                          |                                                          |                                                          |                                                          |                                                          |  |  |  |  |  |  |  |  |  |  |  |  |  |  |  |  |  |  |  |  |  |  |  |  |  |  |  |  |  |  |  |  |  |  |  |  |  |  |  |  |  |  |
|                        |                        |                        |                        |                        |                        |                                |                                |                                |                                |                                |                                |                                  |                                  |                                  |                                  |                                  |                                  | Federico Francesco II *1823 †1883                 | Federico Francesco II *1823 †1883           | Federico Francesco II *1823 †1883           | Federico Francesco II *1823 †1883           | Federico Francesco II *1823 †1883           | Federico Francesco II *1823 †1883           |                                             |                                             |                                             |                                             |                                             |                                             | Adolfo Federico VI *1882 †1918                      | Adolfo Federico VI *1882 †1918                      | Adolfo Federico VI *1882 †1918                      | Adolfo Federico VI *1882 †1918                      | Adolfo Federico VI *1882 †1918                      | Adolfo Federico VI *1882 †1918                      |                                                          |                                                          |                                                          |                                                          |                                                          |                                                          |  |  |  |  |  |  |  |  |  |  |  |  |  |  |  |  |  |  |  |  |  |  |  |  |  |  |  |  |  |  |  |  |  |  |  |  |  |  |  |  |  |  |
|                        |                        |                        |                        |                        |                        |                                |                                |                                |                                |                                |                                |                                  |                                  |                                  |                                  |                                  |                                  |                                                   |                                             |                                             |                                             |                                             |                                             |                                             |                                             |                                             |                                             |                                             |                                             |                                                     |                                                     |                                                     |                                                     |                                                     |                                                     |                                                          |                                                          |                                                          |                                                          |                                                          |                                                          |  |  |  |  |  |  |  |  |  |  |  |  |  |  |  |  |  |  |  |  |  |  |  |  |  |  |  |  |  |  |  |  |  |  |  |  |  |  |  |  |  |  |
|                        |                        |                        |                        |                        |                        |                                |                                |                                |                                |                                |                                |                                  |                                  |                                  |                                  |                                  |                                  | Federico Francesco III *1851 †1897                | Federico Francesco III *1851 †1897          | Federico Francesco III *1851 †1897          | Federico Francesco III *1851 †1897          | Federico Francesco III *1851 †1897          | Federico Francesco III *1851 †1897          | Enrico *1876 †1934 GUGLIELMINA              | Enrico *1876 †1934 GUGLIELMINA              | Enrico *1876 †1934 GUGLIELMINA              | Enrico *1876 †1934 GUGLIELMINA              | Enrico *1876 †1934 GUGLIELMINA              | Enrico *1876 †1934 GUGLIELMINA              |                                                     |                                                     |                                                     |                                                     |                                                     |                                                     |                                                          |                                                          |                                                          |                                                          |                                                          |                                                          |  |  |  |  |  |  |  |  |  |  |  |  |  |  |  |  |  |  |  |  |  |  |  |  |  |  |  |  |  |  |  |  |  |  |  |  |  |  |  |  |  |  |
|                        |                        |                        |                        |                        |                        |                                |                                |                                |                                |                                |                                |                                  |                                  |                                  |                                  |                                  |                                  | Federico Francesco III *1851 †1897                | Federico Francesco III *1851 †1897          | Federico Francesco III *1851 †1897          | Federico Francesco III *1851 †1897          | Federico Francesco III *1851 †1897          | Federico Francesco III *1851 †1897          | Enrico *1876 †1934 GUGLIELMINA              | Enrico *1876 †1934 GUGLIELMINA              | Enrico *1876 †1934 GUGLIELMINA              | Enrico *1876 †1934 GUGLIELMINA              | Enrico *1876 †1934 GUGLIELMINA              | Enrico *1876 †1934 GUGLIELMINA              |                                                     |                                                     |                                                     |                                                     |                                                     |                                                     |                                                          |                                                          |                                                          |                                                          |                                                          |                                                          |  |  |  |  |  |  |  |  |  |  |  |  |  |  |  |  |  |  |  |  |  |  |  |  |  |  |  |  |  |  |  |  |  |  |  |  |  |  |  |  |  |  |
|                        |                        |                        |                        |                        |                        |                                |                                |                                |                                |                                |                                |                                  |                                  |                                  |                                  |                                  |                                  | Federico Francesco IV *1882 †1945                 |                                             |                                             |                                             |                                             |                                             |                                             |                                             |                                             |                                             |                                             |                                             |                                                     |                                                     |                                                     |                                                     |                                                     |                                                     |                                                          |                                                          |                                                          |                                                          |                                                          |                                                          |  |  |  |  |  |  |  |  |  |  |  |  |  |  |  |  |  |  |  |  |  |  |  |  |  |  |  |  |  |  |  |  |  |  |  |  |  |  |  |  |  |  |
|                        |                        |                        |                        |                        |                        |                                |                                |                                |                                |                                |                                |                                  |                                  |                                  |                                  |                                  |                                  |                                                   |                                             |                                             |                                             |                                             |                                             |                                             |                                             |                                             |                                             |                                             |                                             |                                                     |                                                     |                                                     |                                                     |                                                     |                                                     |                                                          |                                                          |                                                          |                                                          |                                                          |                                                          |  |  |  |  |  |  |  |  |  |  |  |  |  |  |  |  |  |  |  |  |  |  |  |  |  |  |  |  |  |  |  |  |  |  |  |  |  |  |  |  |  |  |
|                        |                        |                        |                        |                        |                        |                                |                                |                                |                                |                                |                                |                                  |                                  |                                  |                                  |                                  |                                  | Casa granducale di Meclemburgo-Schwerin est. 2001 |                                             |                                             |                                             |                                             |                                             |                                             |                                             |                                             |                                             |                                             |                                             |                                                     |                                                     |                                                     |                                                     |                                                     |                                                     |                                                          |                                                          |                                                          |                                                          |                                                          |                                                          |  |  |  |  |  |  |  |  |  |  |  |  |  |  |  |  |  |  |  |  |  |  |  |  |  |  |  |  |  |  |  |  |  |  |  |  |  |  |  |  |  |  |